# Organizzazione internazionale per le migrazioni
L'Organizzazione internazionale per le migrazioni (OIM) è un'organizzazione internazionale fondata nel 1951 che si occupa di migrazioni.

## Organizzazione

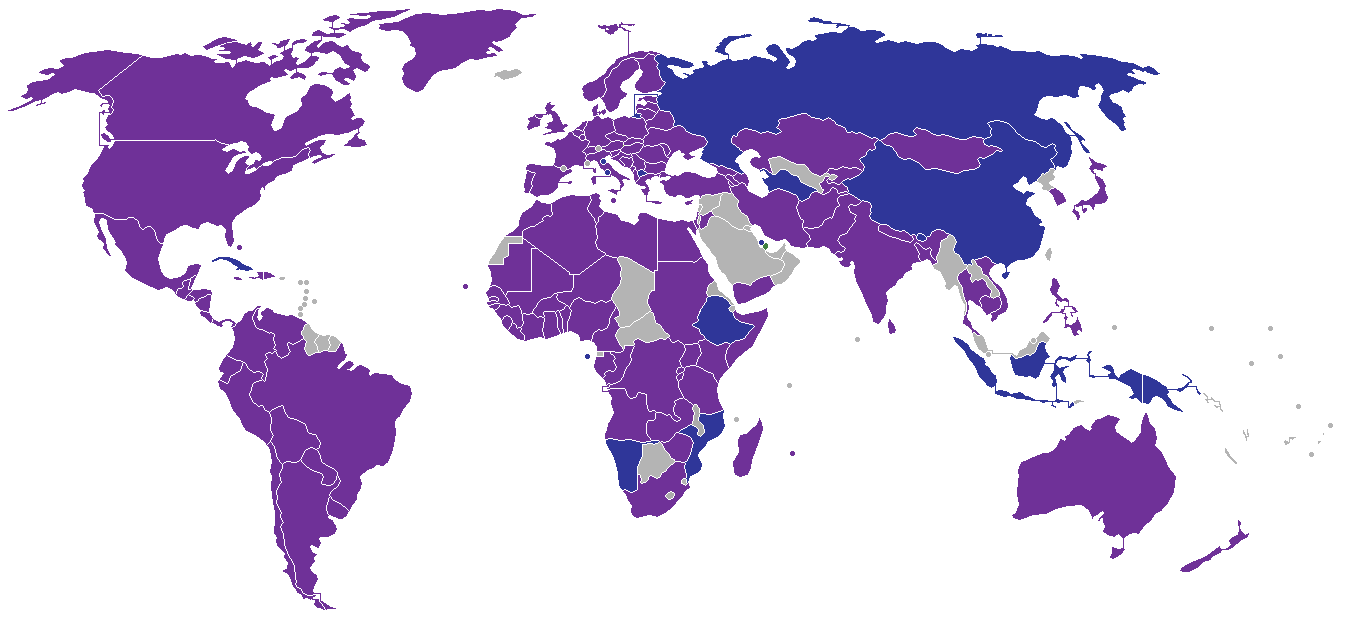
Stati membri (viola) e partners (blu) dell'OIM.

La sede principale è a Le Grand-Saconnex presso Ginevra mentre uffici locali sono presenti in oltre 100 nazioni. 
L'Italia è uno dei paesi fondatori dell'OIM.
Attualmente gli Stati membri sono 173. 
Dal settembre 2016 l'OIM è un'agenzia collegata delle Nazioni Unite. Il Quartier generale dell'OIM è a Le Grand-Saconnex presso Ginevra.

## Missione
L'azione dell'OIM si basa sul principio che una migrazione ordinata e nel rispetto della dignità umana porti benefici sia ai migranti sia alla società.
In quanto principale Organizzazione Internazionale specializzata in migrazione, l'OIM opera per:
- Favorire lo sviluppo economico e sociale attraverso la migrazione;
- Difendere la dignità e il benessere dei migranti;
- Sostenere la solidarietà internazionale attraverso l'assistenza umanitaria agli individui in condizioni di bisogno;
- Migliorare la comprensione delle questioni legate all'immigrazione;
- Facilitare il dialogo internazionale sulle tematiche migratorie;
- Offrire consulenze operazionali nel campo della gestione delle migrazioni.

## Storia
L'OIM, inizialmente conosciuta con il nome di Comitato Intergovernativo Provvisorio per il Movimento dei Migranti dall'Europa (PICMME), è stata fondata nel 1951 in seguito alla situazione di caos e di movimenti migratori che caratterizzarono l'Europa dopo la Seconda Guerra Mondiale.
Nata con il mandato di aiutare i governi europei nell'identificazione di paesi di rieinsediamento per circa 11 milioni di persone che erano state sradicate dalla loro patria a causa della guerra, l'Organizzazione si occupò, nel corso degli anni '50, del trasporto di quasi un milione di migranti. Il susseguirsi di nomi - da PICMME a Comitato Intergovernativo per la Migrazione Europea (CIME) nel 1952, fino ad arrivare a Comitato Intergovernativo per la Migrazione (ICM) nel 1980 e infine a Organizzazione Internazionale per le Migrazioni (OIM) nel 1989 - riflette la transizione operata dall'organizzazione, divenuta, da agenzia 'logistica', una vera e propria Agenzia sulla Migrazione.
L'OIM nella sua storia ha visto il susseguirsi di disastri operati dall'uomo (la crisi ungherese del 1956, quelle cecoslovacca del 1968 e cilena del 1973, il dramma dei Boat People vietnamiti del 1975, i conflitti in Kuwait del 1990 e quelle in Kosovo e a Timor nel 1999) e disastri naturali (lo tsunami e il terremoto asiatico del Pakistan nel 2004/2005).
Nel corso di questo lasso di tempo il credo dell'organizzazione, ossia il principio che una migrazione ordinata e attuata nel rispetto della dignità umana porti benefici sia ai migranti sia alla società, ha guadagnato un ampio e fermo supporto internazionale.
Dal ruolo iniziale di agenzia logistica e operazionale, l'OIM ha ampliato le sue mansioni e la sua identità fino a diventare la principale agenzia internazionale che collabora con governi e società civile al fine di migliorare la comprensione dei fenomeni migratori, favorire lo sviluppo economico e sociale attraverso la migrazione e difendere la dignità e il benessere dei migranti.
In quanto Agenzia sulla Migrazione, l'OIM è diventata il punto di riferimento nello scottante dibattito globale sulle implicazioni sociali, economiche e politiche della migrazione nel ventunesimo secolo.

## Sedi

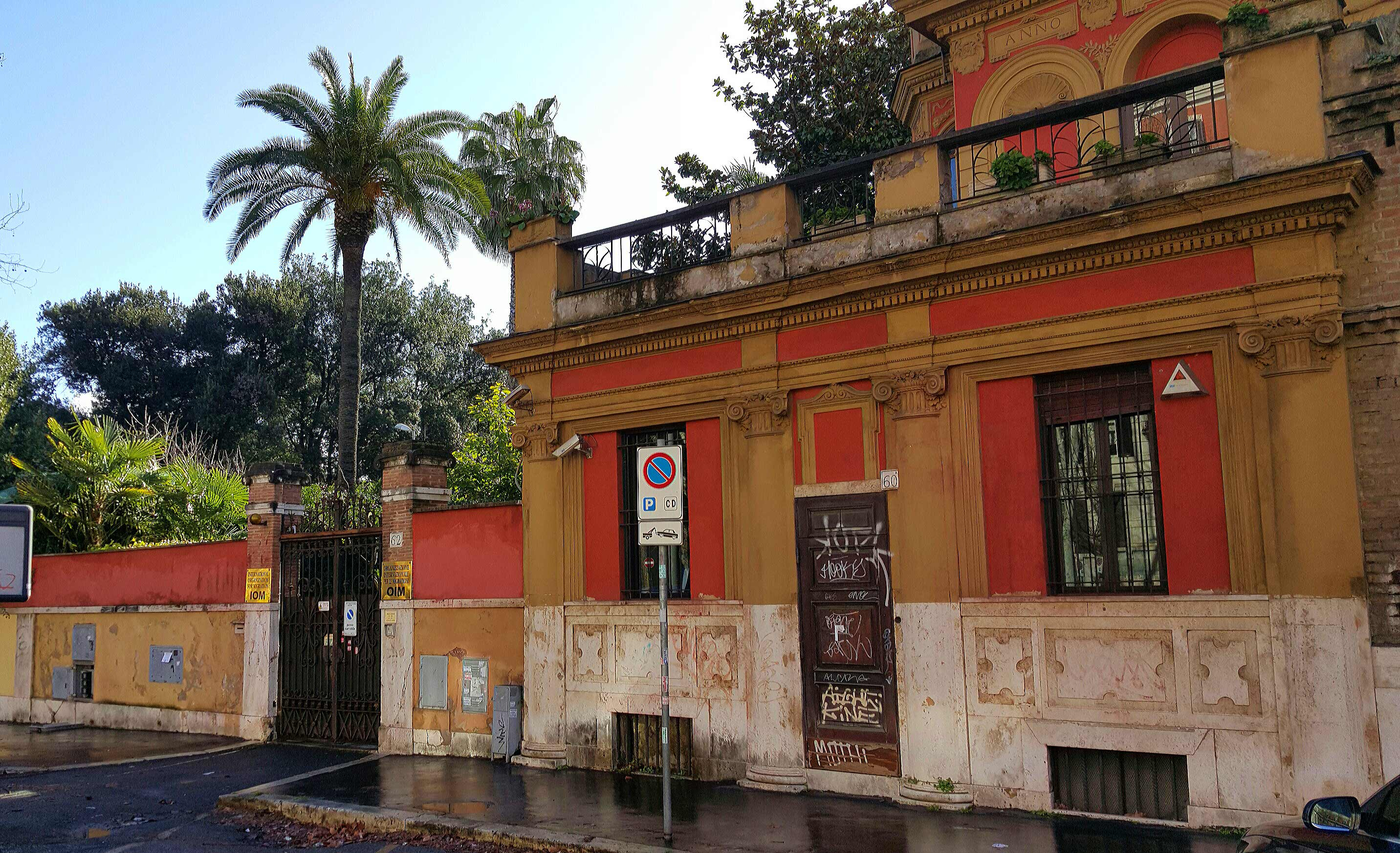
La vecchia sede dell'ufficio di coordinamento per il Mediterraneo a Roma, Via Nomentana 62 (fino a settembre 2016)

L'OIM ha una struttura flessibile e ha oltre 440 uffici dislocati in più di 100 Paesi.
L'ufficio di coordinamento per il Mediterraneo ha sede in Via Luigi Giuseppe Faravelli, snc, presso il Casale Strozzi Superiore, 00195 Roma.